# Dęba (powiat opoczyński)
Dęba – wieś w Polsce położona w województwie łódzkim, w powiecie opoczyńskim, w gminie Poświętne.
Wierni kościoła rzymskokatolickiego należą do parafii św. Wojciecha w Kraśnicy.
Przez miejscowość przepływa rzeczka Wąglanka, lewobrzeżny dopływ Drzewiczki. W Dębie znajduje się stacja kolejowa Dęba Opoczyńska.

## Historia
W czasie kampanii wrześniowej 10 września 1939 roku, na południe od wsi, poniósł śmierć niemiecki generał Waffen-SS Wilhelm Fritz von Roettig, gdy jego samochód sztabowy na szosie Inowłódz – Opoczno (51°27′59,1″N 20°15′21,0″E/51,466417 20,255833, obecnie to DW726) wpadł w zasadzkę wojsk polskich 77. Pułku Piechoty uzbrojonych w ciężkie karabiny maszynowe.
W latach 1954–1959 wieś należała i była siedzibą władz gromady Dęba, po jej zniesieniu w gromadzie Kraśnica. W latach 1975–1998 miejscowość należała administracyjnie do województwa piotrkowskiego.